# メジュゴリエの聖母

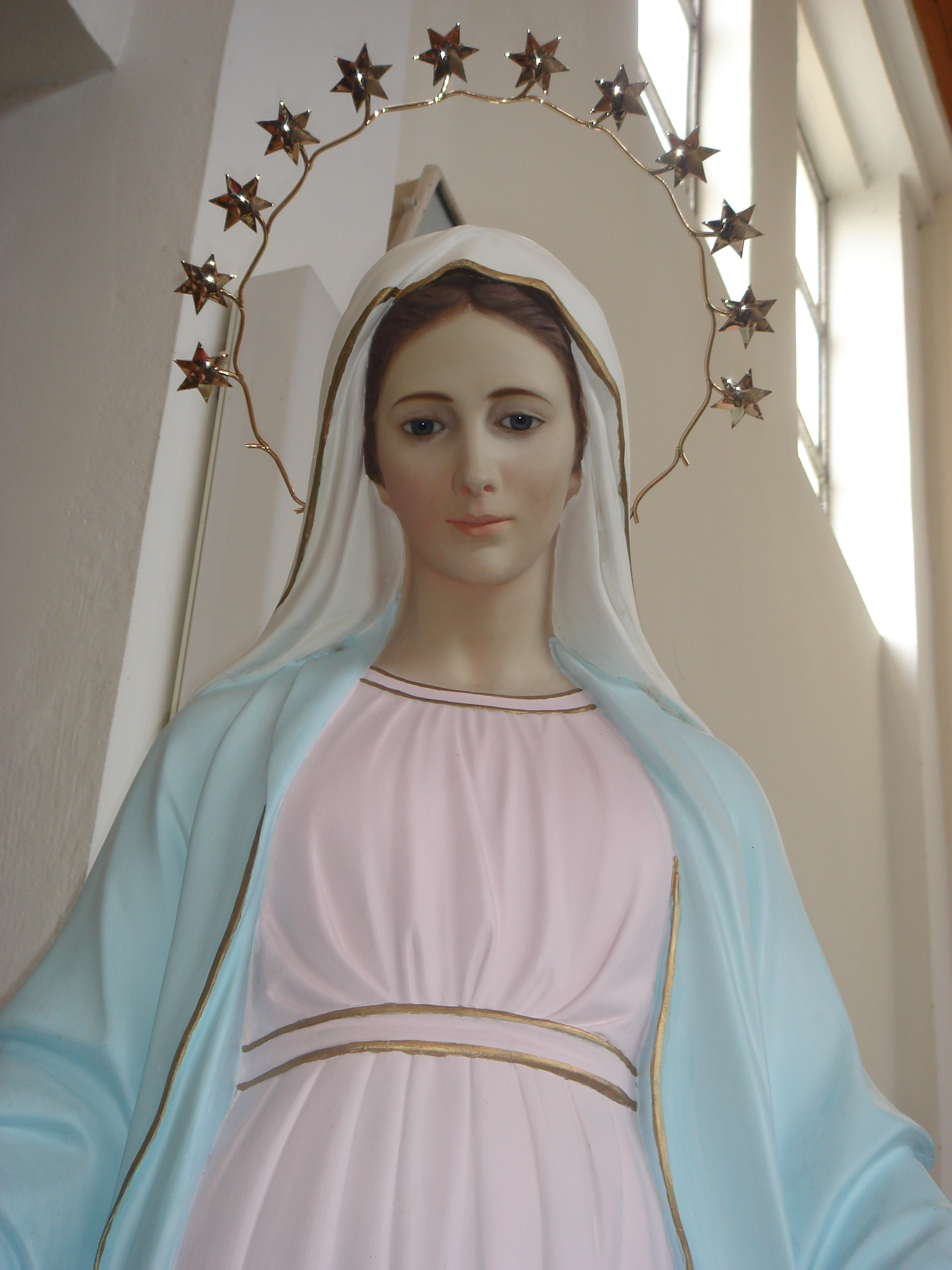
メジュゴリエの聖母

メジュゴリエの聖母（メジュゴリエのせいぼ）は、1981年6月24日から現在に至るまで毎日、聖母マリアが出現していると数名の幻視者が主張する、ボスニア・ヘルツェゴビナ南部ヘルツェゴビナ・ネレトヴァ県、メジュゴリエにおける聖母出現である。カトリック教会未公認。
2010年3月教皇庁教理省が、枢機卿の指導のもと、司教、神学者、その他専門家によるメジュゴリエの聖母調査委員会を組織した。
2019年5月12日教皇フランシスコはメジュゴリエへの巡礼を許可した。しかし幻視者たちの真正性に関しては、未だ教会からの調査を要するとしている。

## 出現と経緯
聖母が初めて現れたのは、1981年の洗礼者聖ヨハネの祝日にあたる6月24日水曜日のことであった。その日、メジュゴリエの小教区内にあるビヤコヴィッチの小村落に住んでいるイヴァンカ・イヴァンコヴィッチ（15歳）とミリアナ・ドラギツェヴィッチ（17歳）の二人の少女が、山の方に散歩に出かけた。突然、イヴァンカの前方に何か人間らしい姿をしたほの明るいものが現れた（以上が、第1回）。イヴァンカとミリアナは昼寝をしていたヴィッカ・イヴァンコヴィッチ（16歳）に「目が覚めたら、ヤコブの家に来なさい」という伝言を残して出て行った。ヴィッカが目が覚めて出かける途中、リンゴを摘み取っていたイヴァン・イヴァンコヴィッチ（20歳）とイヴァン・ドラギツェヴィッチ（16歳、ミリアナとは姉弟関係にはない）に出会い、この二人も連れて行く。それから、ミルカ・パブロヴィッチ(13歳）もこの一行に加わった。ミリアナとイヴァンカも加わり、第一回と同様にイヴァンカが最初に人間らしいものを見つけたが、全員逃げ帰る。（中略）翌6月25日にイヴァンカ、ヴィッカ、ミリアナ、イヴァン・ドラギツェヴィッチ、ミルカの姉マリア（16歳）、ヤコブ・ツォロ（11歳）の6人のグループができた（第3回以降。1982年12月25日に10番目の秘密を伝えられたミリアナは以降見ることができなくなり、グループは5人となる。）（中略）証人として2人の大人を加え前日と同じ時刻・場所に行った。（中略）そこには、聖母の姿が彼らを待ち受けていた。ある内からの力によって、彼らは跪き、祈り始めた。（中略）大人には何も見えなかった。（中略）そして、聖母は皆の和解と平和を望んだのである。子供たちは大喜びで帰って行った。3日目は一大群衆となった。2～3千人は集まったようである。
1981年6月24日6人の青少年（ミリアナ、イヴァンカ、マリア、イヴァン、ヴィッカ、ミルカ）が丘の上に幼い子供を腕に抱いた白い人物の出現を見た、と言いだした。青少年達のうちの4人がそれは聖母マリアの出現であると思い、翌日の同じ時間にその場に行かなければならない、と強く感じた、と主張した。残る2人も加わり、彼らは聖母マリアと祈り、話したとされる。その日から、若者達は全員一緒にあるいは個別に、聖母の出現を受けるようになった、としている。
現在も、支持者達は、聖母の出現は続いていると主張し、メジュゴリエの聖母の教えと称してインターネットなどを通じて伝えている。
なお、現地の司教区は、調査の結果、否定的な見解を打ち出し、その姿勢はジャニッチ司教、後任のラトゥコ・ペリッチ司教共々、継続されている。1982年5月、幻視者と主張するイヴァンは、「聖母の姿に似せた出現を記念した大聖堂が、6月に完成する」と予言したが、外れてしまい、そのたびに予言は引きのばされた。この運動を擁護したヴェゴ神父は、修道女を誘惑し、妊娠させてしまい、それを問題視したヨハネ・パウロ2世直々の命により解任されて還俗、結婚し5人の子供を作り、この運動のグループの形成したメジュゴリエセンターに勤務している。

## カトリック教会の対処
1987年、ユーゴ司教協議会会長のクハリック枢機卿と現地モスタル教区のジャニッチ司教は、「メジュゴリエに対する超自然的性格に動機付けられた巡礼やその他の表明行為を組織することは、許可しない」とする、禁止声明を発表した。また、1987年同じくジャニッチ司教は、調査の結果、超自然的なものは何もなかった、と発表し、1990年には調査の結果を細かく説明した。1991年にはユーゴスラビア司教団が同じく、出現を否定し、ジャニッチの後を受けて、モスタル教区の司教となったラトゥコ・ペリッチも、1998年と2004年、その真実性をあらゆる角度から否定する、という声明を出し、合わせて信徒にこの運動との関係を持つことを禁止した。また、ローマ教皇庁は、この運動への対応として、教理省秘書タルチジオ・ベルトーネ大司教が、フランス・ランジュのレオン・タヴェデル司教からの質問に答える形で、1996年、現地司教区の声明を引用し、巡礼等は許可されていない、とする発表を行った。
- 1984年3月、「教皇ヨハネ・パウロ2世は自分の図書室に訪問者（パヴォル・ヒニリカ司教）を案内した。彼はローランタン神父の一冊の本（「メジュゴルイエにおける聖母マリアの出現」）を取り上げ、聖母のいくつかのメッセージを読み、こう言った。『パヴォル、メジュゴリエはファチマの継続であり、実現なのです。』」（数年後、教皇は彼にこう言った。『今日、世界は超自然的なものへの感覚を失った。世界は祈り、断食、ゆるしの秘跡を通して、メジュゴリエにおいてその感覚を再び見出している。』）以来、司教はメジュゴリエの支持者となり、教皇は定期的に彼にこう尋ねている。『メジュゴリエの新たな情報は何ですか？』

- 1994年3月25日、ヒニリカ司教は奉献の10周年記念日を祝うためにメジュゴリエに来た。教皇ヨハネ・パウロ2世は、1981年5月13日に暗殺の犠牲者となりかけた時、彼を死から守られたのはファチマの聖母であったと司教に打ち明けた（40日後、聖母はメジュゴリエにおいて出現を始めた、と支持者は主張する）。

- 『メジュゴリエの証言者たち』p.139には、「ヨハネ・パウロ二世（中央）はミリアーナ（左側）とフラニッチ大司教（右側）を含むクロアチアのグループを接見される。ミリアナは教皇と20分間の私的な会話をした。教皇は『もし私が教皇でなかったら、私はすでにメジュゴリエに行っていたでしょう』と彼女に言った。」との解説と共に写真が掲載されている。また、p.402には「教皇ヨハネ・パウロ2世はメジュゴリエからの聖母のメッセージを広める宣教のためにシスター・エマヌエルを三度祝福される」（1996年11月15日）との解説と共に写真が掲載されている。

このようにメジュゴリエ運動の支持者達は、ローマ教皇ヨハネ・パウロ2世がこの出現を支持した、または巡礼した、などと宣伝することがあるが、こうした風説に対して、教理省長官ヨゼフ・ラッツィンガー枢機卿（後の教皇ベネディクト16世）は、1998年7月22日、「私と教皇の言葉を引用したとされている文章は、想像の産物に過ぎない」とそれらを全否定する発言をしている。
2010年3月教皇庁教理省が、枢機卿の指導のもと、司教、神学者、その他専門家によるメジュゴリエの聖母調査委員会を組織した。4年後、詳細な報告書を教皇に答申した。
2017年5月14日教皇フランシスコは、メジュゴリエの聖母の出現に関する質問に、強い疑念があると述べた。
2018年5月31日メジュゴリエ小教区への特派常駐巡察師として、ワルシャワ＝プラガ名誉大司教ホーサー大司教が任命された。
2019年5月12日、教皇フランシスコはメジュゴリエへの巡礼を許可した。これによって、これまで人々が私的に行っていたメジュゴリエへの巡礼を、教区や小教区が企画する公式な巡礼として行えるようになった。
バチカンのアレッサンドロ・ジソッティ暫定広報局長は、この決定については、「これらの巡礼が（メジュゴリエでの）周知の出来事を公認したものとの解釈を避ける注意が必要、と述べ、メジュゴリエの出来事は、まだ教会側からの調査を要するものであり、これらの巡礼が、教理の点から、混乱や曖昧さを生じさせることは避けなければならない。メジュゴリエを訪れる人々の多さ、人々がそこから得た恵みの豊かさを考慮し、教皇はよき実りを促すために、特別な司牧的配慮を意図されたと説明した。
2022年8月1日、教皇フランシスコは「メジュゴリエ・インターナショナル・ユース・フェスティバル2022」に集う若者たちに祝福のメッセージを寄せた。

## 出現の概要

### 幻視者の特徴
メジュゴリエでの「聖母」の出現を受けたと主張し出したのは、ファチマやルルドのケースとは異なり、年端に達しない一名を除くと16歳から18歳までの流行を追う現代風のごく普通の少年少女であり、彼らは「聖母」の出現を受けた後も、その生活様式を殆ど変えることはしなかった。後述するように、むしろ巡礼者の落とす資金をもとに豪奢な生活を送っている。これは他の聖母の出現の幻視者たちと最も異なっている点である。
ミリアナはイタリアの記者から、あなたは出現を受けても男女交際を依然として続けているし、おしゃべりはあまりに好きだが、と問われると、聖母は私達を表層的な偽善の篤志家にしようとは思ってはいない、ときっぱりと答えたという。また警察の要請を受けて、ある女医は彼女達に、聖母の娘にしてはあなた達は流行を追い過ぎている、と尋ねている。
- 出現の初期には、子供たちの年齢は11～17歳だった。彼らお互いの出会いはまったく偶然によるものであった。ほとんどの者が相互に家族的な関係はない。住んでいる所、通っている学校、性格も年齢も知的能力もそれぞれ違っている[15]。

- 医師や精神療法の専門家、また強制的入院という診断を下すよう圧力をかけられた他の専門医が、子供たちを詳しく検査した結果、彼らは皆心身共に健全であると言明せざるを得なかった[16]。
- 6人が楽天的な嬉しそうな顔をして未来を信じ切っていたのは皆同じように聖母マリアに会ったからである。子供たちは様々な圧迫を受けたけれども、彼らの態度は全然変わらなかった。ユーゴスラビア官憲筋による脅しをはじめ、子供たちが常軌を逸した行動に出ると将来社会生活にはいる時自分自身か家族の者に災いを招くだろうと指摘する者もいたが、彼らはこのような脅しには断固抵抗した[17]。
- 子供たちは、自分たちが言ったことを人々が一寸でも歪曲したり、また、矛盾する言動が見られたときには断固その誤りを指摘した[18]。
- 願い事を聖母に取り次いでほしいと頼んだ人たちは、そのお礼に何かを贈りたいと申し出ることがよくあったが、子供たちは何一つ受け取らなかった。特に、お金は絶対に断って、「これは教会に献金してください」と言うのだった。彼らは謝礼も賛辞も求めなかった。両親もまた、受け取れば貧しい生活の助けになるが、受け取ることは決してしなかった。大祝日の前日にはいつも、子供たちは断食を実行し、パンと水しか取らなかった。この模範を真似る人も多く（中略）断食の意味・価値を発見したのである[19]。
- 質問「（出現以前に）マリアさまに会いたいと望んだことがありますか」に対する6人の回答は、「いいえ。」「そんなことが可能だとは一度も考えたことがありません。」が各1名、「全然ありません。」、「夢の中でも考えたことはありません。」が各2名[20]。
- 質問「マリアさまがあなたにお現れになったのは何故ですか？　他の者よりよい子だからですか？」への回答は、「わかりません」が2名、「マリアさまは一番よい子を探しているのではないと仰いました」、「マリアさまは、いつも一番よい子を探してはいないと仰いました」、「マリアさまは、一番よい子を探すことは決してないと仰いました」、「わかりません。けれど、僕が他の子供よりよい子であるとは思いません」[21]。（「私は必ずしも最もよい者を選んでいません」とマリアは彼らに語られた。）[22]
- 質問「マリアさまがあなたにお現れになったのは、あなたが他の子供より親切だからですか？」への回答は、「そうではありません」「わかりません」「そうだとは思いません」が各1名、「いいえ」が3名[21]。
- 警察署長がヴィッカの胸にピストルを向けた時、彼女は全然たじろぐことはなく、ピストルを真っ正面からじっと見つめていた。（中略）彼女は「ピストルをしまってください。何でも節約しなさいというのが政府の方針だということぐらいはご存じでしょう」と言った[23]。
- ヴィッカは神学を一度も勉強したことがないし、しようと望んだとも思われない。にもかかわらず、神学者たちは彼女に会うことを楽しみにしている。（中略）彼らは深く感動する。そして去るときには、幾分「再調整された」と感じるという。彼らが何年もの研究を通じて獲得したすべての知識が、何の文化的背景もない一人の田舎の少女によって、2、3の簡単な言葉に要約されてしまうからである。(中略）問題の核心へと彼らを連れ戻しながら、彼らを訂正したことさえあった[24]。

### 「聖母」の特徴
この出現を記録し、メジュゴリエのこの運動を熱心に支援しているロランタン神父によると、第1日目に「聖母」を見た少年少女達は、強烈な恐怖を感じ、恐れがそこにはみなぎり、少女のヴィッカは自分の家に帰るなり、泣きじゃくった。また、繰り返される出現に対して、彼らはそのうち「聖母」のドレスに手を触れるようになるが、その感触は金属のような抵抗を感じ、触ってもびくともしなかった、と発言している。他にも、頭、手、ベール、服など「聖母」は6人の少年少女に触りたいところに自由に触ることを許し、触るたびに「聖母」に痕や汚れがついた。また自分の被っているベールの上を歩いていた（それほど長いベールを被っていた）。最初の出現から4日目には彼らは、人々が聖母のベールの上を踏みつけるので、聖母は消えてしまった、と話している。さらに、「聖母」はヨハネ・パウロ2世の大きな写真にキスをした。

### メッセージの特徴
- 6人の幻視者たちは「聖母」から10の秘密を明かされ、全員に明かされたあと、それは世界に公表されると言う。[27]
- 出現の3日目に、以後繰り返されることになる言葉「平和、平和、平和！　皆仲直りしなさい！」と「神の平和のうちに行きなさい」が発せられる。これは1983年の聖年と世界司教会議の中心テーマを予告するものであった[28]。
- UFOは存在する[27]。
- 霊魂が人に宿るのは、受精卵形成後、4か月経ってから[27]。(なお、カトリック教会の教理では、受精直後に霊魂が宿る、と主張する為、カトリックの理解とは食い違う。その為、カトリックは、避妊にも堕胎にも普通、反対する。)
- アドルフ・ヒトラー、ヨシップ・ブロズ・チトー、パウロ6世は、当初善人であったが、悪い共産主義の別人に替えられた(替え玉)[27]。
- 1982年1月10日、ミリアナは普段聖母が出てくる光から、半分ほど悪魔が登場し、後半分は聖母の姿であり、前半分もやがて聖母の姿に変わった、と主張[27]。
- ボスニア・ヘルツェゴビナ紛争の悲しい問題について尋ねられ、「聖母」は爆笑した。[27]
- タクシー運転手が男から脅されて血のついたハンカチを押し付けられ、次に婦人から脅されて血のついたハンカチを取り上げられたことについて、聖母はその婦人と男は自分とキリストだった、と明かした。[27]
- 質問「マリアさまとイエズスさま以外の何かを見たことがありますか？」に対し、ミリアナは、「はい、一度悪魔を見ました。私はマリアさまが来るのを待っていました。十字を切ろうと思った瞬間、マリアさまの代わりに悪魔が現れました。私はとても怖くなりました。悪魔は『この世のいろんな美しい物を与える』と私に約束しました。でも、私は『いりません』と言いました。すると、とたんに悪魔が消えて、マリアさまがお現れになりました。そして、『悪魔はいつも真の信者を正しい道から踏み外させようとしている』と仰いました。それから天国を見せてくださいました。とてもすばらしい所です。」[29]
- ミリアナは教会の現状についていろいろな情報を知らされ、また、どのような意向で祈ったらよいかを教えられた。彼女は他の子供たちより先に、秘密の内容を知らされ、罰が迫っていることを力説した[30]。
- 「聖母のメッセージを（多くの場合）一言も理解できない巡礼者のグループ」にシスター・エマヌエルが話すヴィッカの証言は、「私は神に奉献された人々、修道女や司祭達さえ、煉獄にいたと聞いて驚きました。私は聖母に、奉献された人々がどうして煉獄に行くことができたのでしょう、と尋ねました。聖母はこうお答えになりました。『そうです。この人々は神に奉献されました。でも彼らの心の中には愛がありませんでした。これが彼らが煉獄にいる理由です。』」[31]
- 1983年１月、トミスラフ・ヴラシッチ神父は、多くの人々が地獄に行くのかどうかをミリアナに尋ねた。「私は最近聖母にちょうどその質問をしました。」とミリアナは答えた。「聖母はこう言っておられます。『このごろは大部分の人々が煉獄に行きます。2番目に大きな部類の人々は地獄に行きます。そしてほんの少数の人々だけが直接天国に行きます』、と。聖母は、『地獄にいる人々が神について肯定的に考えるのをやめたのだ』と私に言われました。『彼らはますます冒涜の言葉を吐き、そしてすでに地獄の一部です。彼らは地獄から解放されないことを選んでいます。』」[32]

## カルト的側面
こうした「聖母出現」に関わる騒ぎが起こる前から、管理権問題をめぐって、現地の司教区とフランシスコ会とは係争状態にあった。その為、一部のフランシスコ会士たちの数名は、上述した司教区からの禁止命令に対して、強く反発し、たびたび司教は聖母に背いていると非難、司教を暗に悪魔と呼び、「悪魔が聖母の計画をぶち壊そうとしています。」等攻撃的な姿勢を採った。しかし、司教の対応は上述のように代々変わらず、ばかりかフランシスコ会は現地からの総撤退命令（1999年2月21日）を受け、現地小教区の管轄権は、同会から司教区に移管された。現地のフランシスコ会士の一部は、巡礼者の落とす観光収入を当て込んで、現地に銀行を設立、6名の幻視者を自称する者たちも、その収入によって、高級車を買い、豪華な邸宅をそれぞれ建立してそこに起居した。